# Roger Pelé
Pour les articles homonymes, voir Pelé (homonymie).
Roger Pelé, né le 29 août 1901 à Clermont-Ferrand et mort le 30 mars 1982 à Ernée (Mayenne), est un athlète français, licencié à l'A.S. Michelin (Clermont-Ferrand).
Il participe aux Jeux olympiques d'été de 1928 à Amsterdam: il est éliminé en séries du 5 000 mètres.

## Palmarès
- 16 sélections internationales entre 1922 et 1928;
- Recordman de France du 1 500 mètres en 1925 (3 min 58 s 2);
- Champion de France d'athlétisme :
  - 1 500 mètres: 1922 et 1926;
  - Cross-country: 1928;
- Cross de l'Intran: 1927[1];
- Cross des nations par équipes: 1927;
- Prix Roosevelt (3 000 miles du RCF): 1927;
- Challenge Lemonnier (12 500 mètres de Versailles-Paris) : 1926.